# Alban Rupp

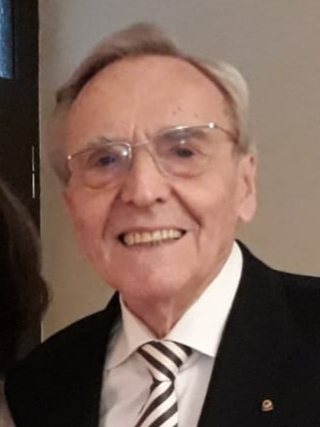
Alban Rupp (2019)

Alban Rupp (* 20. Januar 1932 in Hülzweiler, Saarland; † 29. Oktober 2024 in Hamburg) war von 1972 bis 1992 Direktor Bereich Technik der Lufthansa.

## Ausbildung
Nach dem Abitur am Humanistischen Gymnasium in Saarlouis studierte Alban Rupp Maschinenbau und Betriebswirtschaft an der Technischen Universität in Karlsruhe. Er promovierte zum Dr.-Ing. während der ersten Tätigkeit als Konstruktions-Ingenieur in der Industrie.

## Beruflicher Werdegang
Von 1953 bis 1967 arbeitete Alban Rupp bei den Dinglerwerken in Zweibrücken, einer Tochtergesellschaft der DEMAG in leitender Position im Bereich „Gebläse- und Windkanalbau“ und war mit Konstruktion, Fertigung und Vertrieb großer Axial- und Radial-Ventilatoren für In- und Ausland beschäftigt. Spektakuläre Projekte waren die neuartigen Belüftungen des Guadarrama-Tunnels bei Madrid und des Straßentunnels unter dem Corcovado in Rio.
1967 begann Rupp seine Tätigkeit bei der Lufthansa im Bereich Technik. Er trat ein in die Hauptabteilung Flugzeugwartung in Frankfurt, deren Leitung er 1970 übernahm. 1972 wurde er Direktor der Lufthansa-Werftbetriebe in Hamburg (Schwerpunkt Überholung), Frankfurt (Schwerpunkt Wartung) und auf den Technik-Stationen im In- und Ausland. 1990 wurde er zum Generalbevollmächtigten der Lufthansa-Technik ernannt.

## Aktivitäten

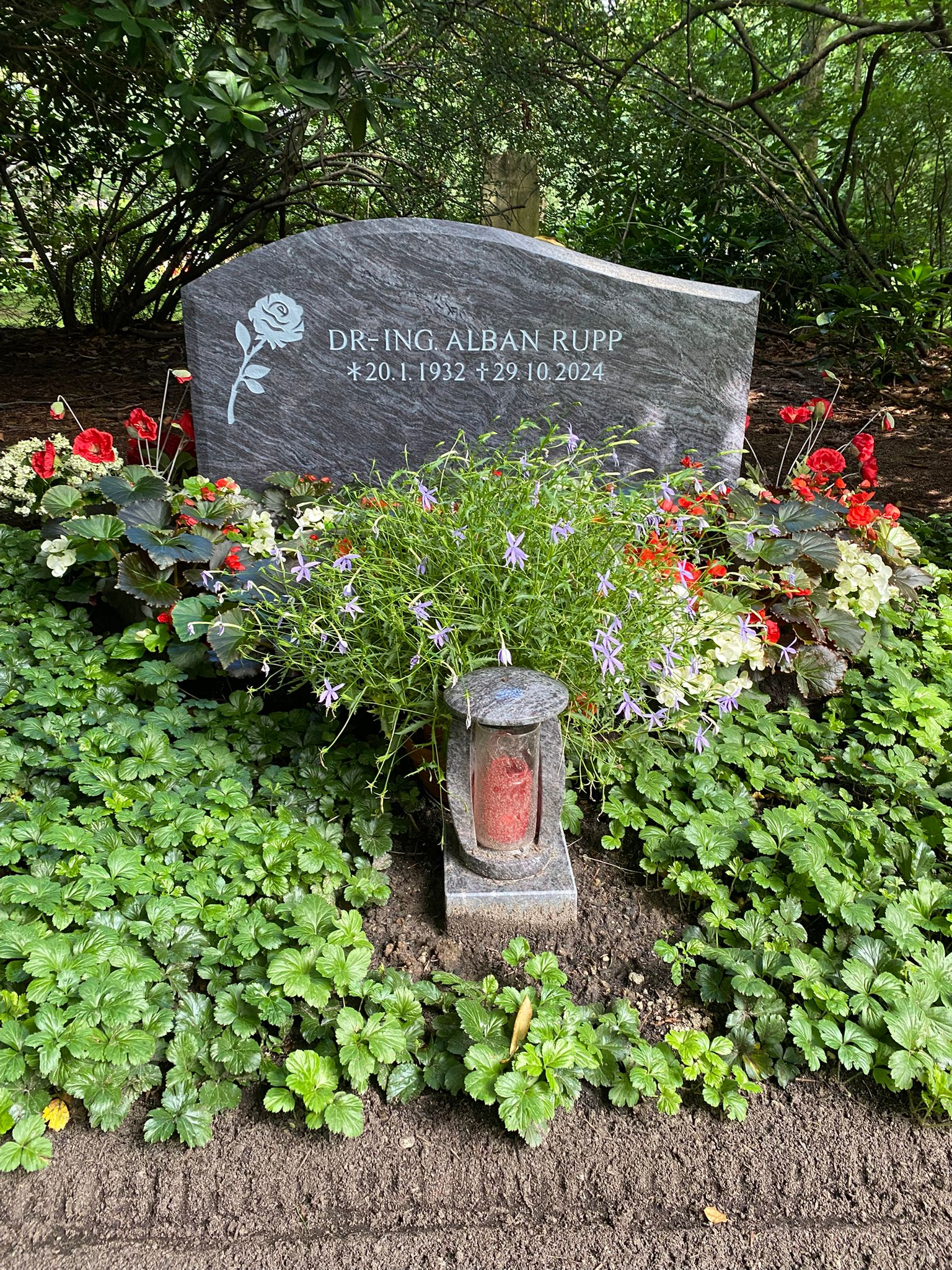
Grabstätte auf dem Friedhof Ohlsdorf

Die Wachstumsraten der Flugzeugflotte der Lufthansa in den 25 Jahren der Tätigkeit von Rupp führten zu sehr hohen jährlichen Steigerungen der Mitarbeiterzahl der Werftbetriebe. Die Zahl der Arbeitsplätze in der Technik wuchs von 5.600 auf 13.000; davon 7.100 in Hamburg. Der Umsatz stieg von 400 Mio. auf 2.700 Mio. DM/Jahr. Saisonale Belastungsschwankungen wurden durch ertragreiche Kundenaufträge ausgeglichen. In der Hansestadt war die „Luftwerft“ zeitweise der größte Industriebetrieb und entwickelte sich zu einem der bedeutendsten Wirtschaftsfaktoren der Stadt. Es entstanden repräsentative Architektur-Bauten am Flughafen. Die technische Universität Hamburg-Harburg wurde gegründet. Die internationalen Kunden der Lufthansa-Technik förderten die politischen Industriekontakte der Hansestadt (z. B. Partnerstadt von Shanghai).
Herausragende Projekte der Lufthansa-Technik in dieser Zeit waren die europäische Kooperation ATLAS, in der fünf große europäische Airlines gemeinsam die Überholung ihrer Großraumflugzeuge durchführten und ein Joint Venture mit Air China für den Aufbau der Chinesischen Fluggesellschaft.

## Auszeichnungen
- Bundesverdienstkreuz am Bande
- Melvin Jones Fellow – Orden von Lions
- Vorstand Industrieverband Hamburg
- Plenarmitglied der Handelskammer Hamburg
- Sozialprojekte in Nowosibirsk, Petersburg und Hamburg